# Оберланд-ам-Ренштайг
Оберланд-ам-Ренштайг (нем. Oberland am Rennsteig) — бывшая община в Германии в земле Тюрингия. Входила в состав района Зоннеберг. Создана 1 января 1997 и упразднена 31 декабря 2013, став частью города Зоннеберг. Население на 31 декабря 2010 года составляло 2358 человек. Занимала площадь 39,27 км². Подразделялась на 7 сельских округов.

## Фотографии

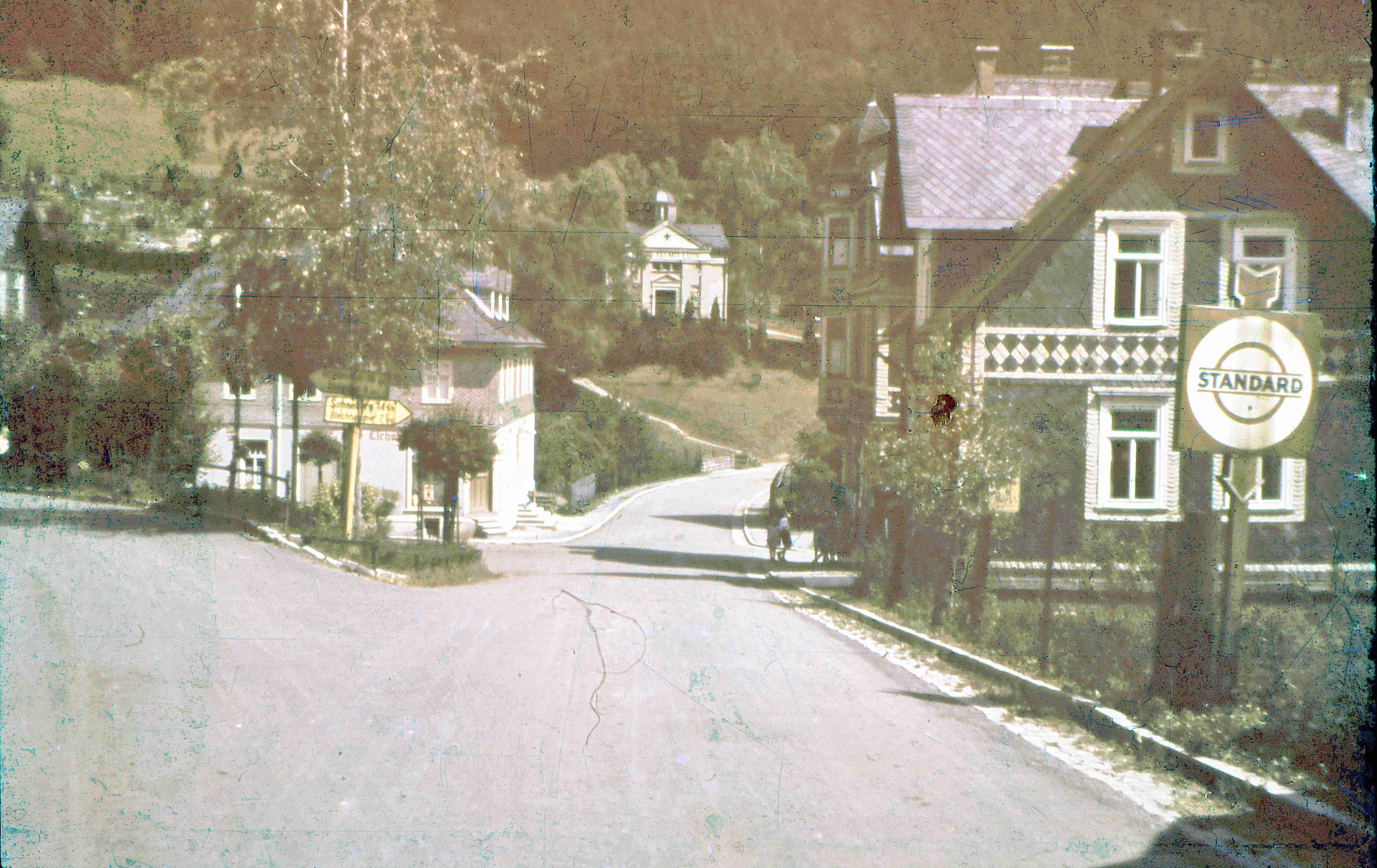
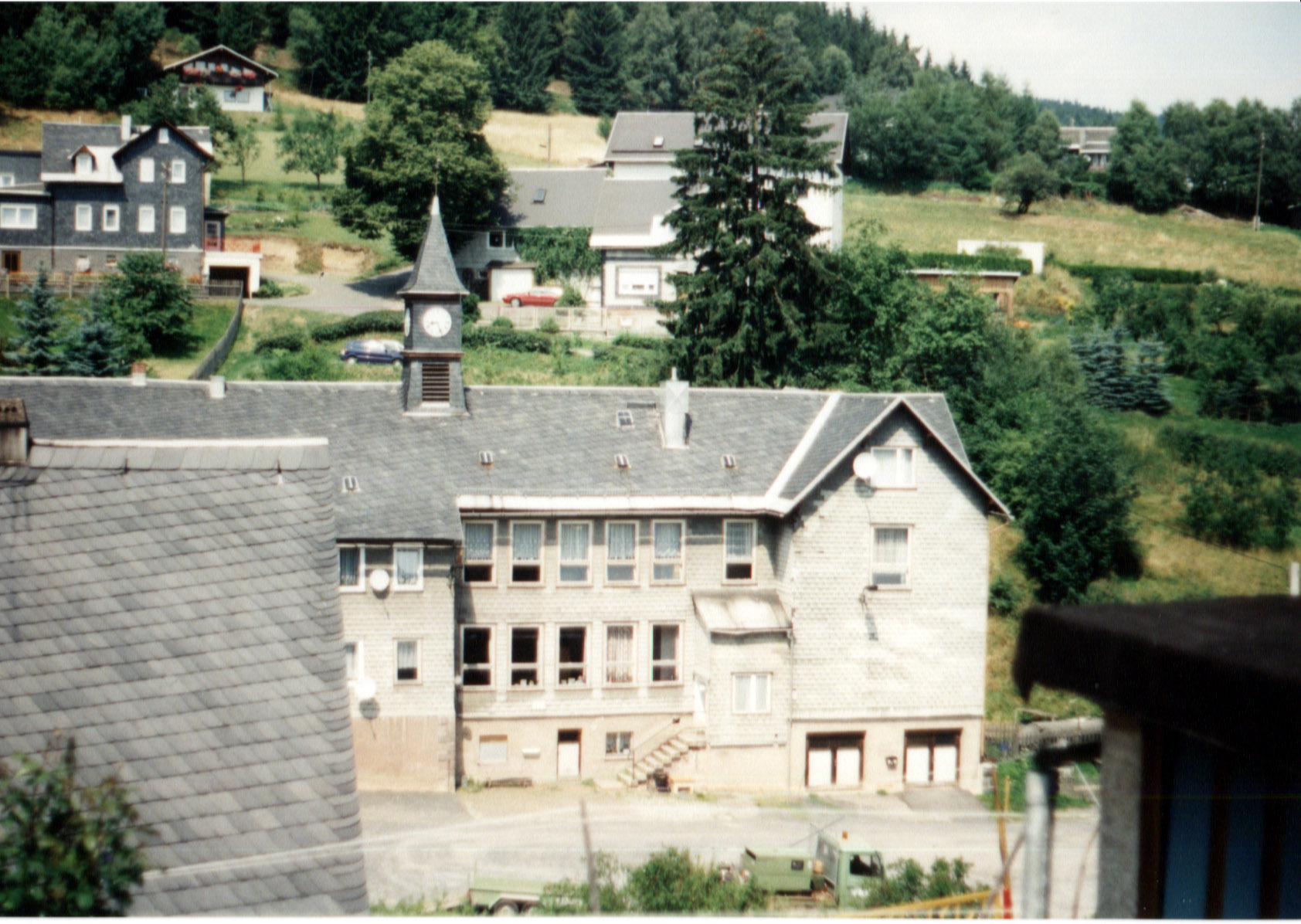